# Okręgowy Związek Piłki Nożnej w Zielonej Górze
Okręgowy Związek Piłki Nożnej w Zielonej Górze – okręgowy związek sportowy, działający na terenie województwa zielonogórskiego, posiadający osobowość prawną, będący jedynym prawnym reprezentantem okręgowej piłki nożnej w województwie zielonogórskim. Został założony  1950 roku, rozwiązany de facto 2000 roku, kiedy to powstał Lubuski Związek Piłki Nożnej z siedzibą w Zielonej Górze.

## Prezesi
| L.p. | Prezes           | Kadencja | Kadencja |
| L.p. | Prezes           | od       | do       |
| ---- | ---------------- | -------- | -------- |
| 1.   | Marian Grinn     | 1950     | 1951     |
| 2.   | Józef Markiewicz | 1956     | 1963     |
| 3.   | Wacław Majewski  | 1963     | 1966     |
| 4.   | Marian Garbaj    | 1967     | 1972     |
| 5.   | Stanisław Fąfera | 1972     | 1980     |
| 6.   | Czesław Stępień  | 1980     | 1985     |
| 7.   | Stanisław Fąfera | 1985     | 2000     |

## System ligowy 1950–2000
| lp  | Sezony    | Poziom II                                              | Poziom III                                                            | Poziom IV                                               | Poziom V                                                                            | Poziom VI | Poziom VII                                                                   | Poziom VIII |
| --- | --------- | ------------------------------------------------------ | --------------------------------------------------------------------- | ------------------------------------------------------- | ----------------------------------------------------------------------------------- | --- | ---------------------------------------------------------------------------- | ----------- |
| 1.  | 1950      |                                                        |                                                                       |                                                         |                                                                                     | |                                                                              |             |
| 2.  | 1951      |                                                        |                                                                       |                                                         |                                                                                     | |                                                                              |             |
| 3.  | 1952      | II Liga - Grupa C Katowice-Wrocław-Opole-Sosnowiec (1) | Mistrzostwa 1 Klasy Wojewódzkiej gr. I (7), II (7), III (7), IV (7)   |                                                         |                                                                                     | |                                                                              |             |
| 4.  | 1953      |                                                        | Liga Międzywojewódzka Poznań-Szczecin- Zielona Góra (3)               | Klasa A Zielona Góra (12)                               | Klasa B gr. Gorzów Wielkopolski                                                     | Klasa C |                                                                              |             |
| 5.  | 1954      |                                                        | Liga - Międzywojewódzka Poznań-Szczecin- Zielona Góra (4)             | Klasa A Zielona Góra (12)                               | Klasa B Zielona Góra gr. I (13), II (13), III (13)                                  | Klasa C gr. Gorzów Wielkopolski (10), Międzyrzecz (6), Świebodzin (10), Zielona Góra (10)                                                                            | Klasa D g. Gorzów Wielkopolski, Międzyrzecz                                  |             |
| 6.  | 1955      |                                                        | Liga - Międzywojewódzka Poznań-Szczecin-Zielona Góra (2)              | Klasa A Zielona Góra gr. Północna (10), Południowa (10) | Klasa B gr. Północna (12), Środkowa (12) Południowa (12)                            | Klasa C |                                                                              |             |
| 7.  | 1956      |                                                        | Liga - Międzywojewódzka Szczecin - Zielona Góra - Koszalin (3)        | Klasa A Zielona Góra gr. Północna (10), Południowa (10) | Klasa B gr. Północna (10), Środkowa (10) Wschodnia (10), Południowa (10)            | Klasa C |                                                                              |             |
| 8.  | 1957      |                                                        | Klasa Okręgowa Zielona Góra (10)                                      | Klasa A Zielona Góra gr. Północna (10), Południowa (10) | Klasa B                                                                             | Klasa C |                                                                              |             |
| 9.  | 1958      |                                                        | Klasa Okręgowa Zielona Góra (11)                                      | Klasa A Zielona Góra gr. Północna (8), Południowa (8)   | Klasa B                                                                             | Klasa C gr. Gorzów Wielkopolski gr. I, II, Sulęcin, Skwierzyna, Międzyrzecz, Krosno Odrzańskie                                                                       |                                                                              |             |
| 10. | 1959      |                                                        | Klasa Okręgowa Zielona Góra (12)                                      | Klasa A Zielona Góra (13)                               | Klasa B gr. Gorzów Wielkopolski, Świebodzin, Żary, Zielona Góra                     | Klasa C gr. Gorzów Wielkopolski, Skwierzyna, Strzelce Krajeńskie |                                                                              |             |
| 11. | 1960      | II Liga - Gr. Północna (1)                             | Klasa Okręgowa Zielona Góra (12)                                      | Klasa A Zielona Góra gr. Północna (9), Południowa (9)   | Klasa B gr. Gorzów Wielkopolski (12), Świebodzin (11), Żary (11), Zielona Góra (12) | Klasa C gr. Gorzów Wielkopolski, Głogów, Nowa Sól-Szprotawa, Wschowa, Zielona Góra, Sulechów, Sulęcin Skwierzyna, Strzelce Krajeńskie, Świebodzin, Międzyrzecz, Żary |                                                                              |             |
| 12. | 1960/1961 |                                                        | Klasa Okręgowa Zielona Góra (13)                                      | Klasa A Zielona Góra gr. Północna (10), Południowa (10) | Klasa B                                                                             | Klasa C |                                                                              |             |
| 12. | 1961/1962 |                                                        |                                                                       |                                                         |                                                                                     | |                                                                              |             |
| 13. | 1962/1963 |                                                        |                                                                       |                                                         |                                                                                     | |                                                                              |             |
| 14. | 1963/1964 |                                                        | Klasa Okręgowa Zielona Góra (12)                                      | Klasa A Zielona Góra gr. Północna (13), Południowa (12) | Klasa B gr. Gorzów Wielkopolski, Świebodzin Żary, Zielona Góra                      | Klasa C, W |                                                                              |             |
| 15. | 1964/1965 |                                                        | Klasa Okręgowa Zielona Góra (12)                                      | Klasa A Zielona Góra gr. Północna (12), Południowa (12) | Klasa B gr. Gorzów Wielkopolski, Świebodzin, Żary, Zielona Góra                     | Klasa C gr. Gorzów Wielkopolski (6), Strzelce Kajeńskie (4) |                                                                              |             |
| 16. | 1965/1966 |                                                        | Klasa Okręgowa Zielona Góra (12)                                      | Klasa A Zielona Góra gr. Północna (11), Południowa (12) | Klasa B gr. Gorzów Wielkopolski (10), Zielona Góra gr. I (10), gr. II (8)           | Klasa C gr. Gorzów Wielkopolski (6), Strzelce Kajeńskie (4), Zielona Góra gr. I (6), gr. II (4), gr. III (4), gr. IV (5), Żary (8)                                   |                                                                              |             |
| 17. | 1966/1967 |                                                        | Liga Międzywojewódzka grupa I Katowice-Wrocław-Opole-Zielona Góra (3) | Klasa Okręgowa Zielona Góra (12)                        | Klasa A Zielona Góra gr. Północna (11), Południowa (12)                             | |                                                                              |             |
| 18. | 1967/1968 |                                                        | Liga Międzywojewódzka grupa I Katowice-Wrocław-Opole-Zielona Góra (3) | Klasa Okręgowa Zielona Góra (12)                        | Klasa A Zielona Góra gr. Północna (13), Południowa (12)                             | Klasa B gr. Gorzów Wielkopolski (12), Świebodzin (12), Zielona Góra gr. I (12) gr. II (12)                                                                           | Klasa C Głogów (6), Nowa Sól (6), Zielona Góra (9), Sulechów (8), Żagań (10) |             |

## Tabele w latach 1945–1950 - Lubuskie drużyny po II Wojnie Światowej w Województwie Poznańskim i Wrocławskim

### Sezon 1946

#### Sezon 1946 Klasa A - Mistrzostwa Okręgu Wrocławskiego grupa IV (II Poziom Rozgrywkowy)
| \| L.p. \| 1946 Klasa A - Mistrzostwa Okręgu Wrocławskiego grupa IV (II Poziom Rozgrywkowy) \| Mecze \| Punkty \| Bramki \| \| ---- \| -------------------------------------------------------------------------------- \| ----- \| ------ \| ------ \| \| 1 \| KKS Ruch Jelenia Góra \| 22 \| \| \| \| 2 \| Promień Żary \| 22 \| \| \| \| 3 \| MKS) Gwardia Wrocław \| 22 \| \| \| \| 4 \| (TUR) Zagłębie Lubin \| 22 \| \| \| \| 5 \| Pafawag Wrocław \| 22 \| \| \| \| 6 \| Sława Śląsk \| 22 \| \| \| \| 7 \| MKS Zgorzelec \| 22 \| \| \| \| 8 \| (TUR) Górnik Złotoryja \| 22 \| \| \| \| 9 \| (TUR) Chojnowianka Chojnów \| 22 \| \| \| \| 10 \| Warsztatowiec Wrocław \| 22 \| \| \| \| 11 \| TUR Sępolno/Wrocław \| 22 \| \| \| \| 12 \| (Odlew) Dozamet Nowa Sól \| 22 \| \| \| - Żary i Nowa Sól należały w latach 1945-1950 do Województwa Wrocławskiego. - W sezonie 1946 nie istniała I, II liga rozgrywki toczyły się w wojewódzkich okręgach, było ich 20 zwycięscy wojewódzkich okręgów walczyli w dalszych eliminacjach o Mistrzostwo Polski. - Promień Żary i Odlew Nowa Sól grały na drugim poziomie ligowym lecz nie była to II Liga, tylko eliminacje. |                                                                                  |       |        |        |
| L.p. | 1946 Klasa A - Mistrzostwa Okręgu Wrocławskiego grupa IV (II Poziom Rozgrywkowy) | Mecze | Punkty | Bramki |
| 1 | KKS Ruch Jelenia Góra                                                            | 22    |        |        |
| 2 | Promień Żary                                                                     | 22    |        |        |
| 3 | MKS) Gwardia Wrocław                                                             | 22    |        |        |
| 4 | (TUR) Zagłębie Lubin                                                             | 22    |        |        |
| 5 | Pafawag Wrocław                                                                  | 22    |        |        |
| 6 | Sława Śląsk                                                                      | 22    |        |        |
| 7 | MKS Zgorzelec                                                                    | 22    |        |        |
| 8 | (TUR) Górnik Złotoryja                                                           | 22    |        |        |
| 9 | (TUR) Chojnowianka Chojnów                                                       | 22    |        |        |
| 10 | Warsztatowiec Wrocław                                                            | 22    |        |        |
| 11 | TUR Sępolno/Wrocław                                                              | 22    |        |        |
| 12 | (Odlew) Dozamet Nowa Sól                                                         | 22    |        |        |

#### Sezon 1946 Klasa B - Mistrzostwa Okręgu Wrocławskiego (III Poziom Rozgrywkowy)
| L.p. | 1946 Klasa B - Mistrzostwa Okręgu Wrocławskiego (III Poziom Rozgrywkowy) | Mecze | Punkty | Bramki |
| ---- | ------------------------------------------------------------------------ | ----- | ------ | ------ |
| 1    | Kolejarz Żagań                                                           |       |        |        |
| 2    | (KS) Sparta Sława Śląska                                                 |       |        |        |

#### Sezon 1946 Klasa C - Mistrzostwa Okręgu Poznańskiego (IV Poziom Rozgrywkowy)
| L.p. | IV Liga - Klasa C grupa I Poznań | Mecze | Punkty | Bramki |
| ---- | -------------------------------- | ----- | ------ | ------ |
| 1    | KKS Krzyż                        | 10    |        |        |
| 2    | Amatorski Piła                   | 10    |        |        |
| 3    | Polonia Piła                     | 10    |        |        |
| 4    | KKS Trzcianka                    | 10    |        |        |
| 5    | (KKS) Warta Gorzów Wielkopolski  | 10    |        |        |
| 6    | Polonia II Chodzież              | 10    |        |        |

| L.p. | IV Liga - Klasa C grupa II Poznań | Mecze | Punkty | Bramki |
| ---- | --------------------------------- | ----- | ------ | ------ |
| 1    | KKS Zielona Góra                  | 6     |        |        |
| 2    | KKS Wolsztyn                      | 6     |        |        |
| 3    | (Sulechowianka) Lech Sulechów     | 6     |        |        |
| 4    | Grom Wolsztyn                     | 6     |        |        |

| L.p. | IV Liga - Klasa C grupa III Poznań | Mecze | Punkty | Bramki |
| ---- | ---------------------------------- | ----- | ------ | ------ |
| 1    | (KKS) Syrena Zbąszynek             | 8     |        |        |
| 2    | Obra Zbąszyń                       | 8     |        |        |
| 3    | Polonie Nowy Tomyśl                | 8     |        |        |
| 4    | Promień Przypowstynia              | 8     |        |        |
| 5    | Zryw Nowy Tomyśl                   | 8     |        |        |

### Sezon 1946/1947

#### Sezon 1946/1947 Klasa A - Mistrzostwa Okręgu Wrocławskiego grupa I (II Poziom Rozgrywkowy)
| L.p. | 1946/1947 Klasa A - Mistrzostwa Okręgu Wrocławskiego grupa I (II Poziom Rozgrywkowy) | Mecze | Punkty | Bramki |
| ---- | ------------------------------------------------------------------------------------ | ----- | ------ | ------ |
| 1    | Pafawag Wrocław                                                                      | 18    | 28     |        |
| 2    | (IKS) Ślęża Wrocław                                                                  | 18    | 27     |        |
| 3    | Promień Żary                                                                         | 18    | 26     |        |
| 4    | CPN Gaz Wrocław                                                                      | 18    | 21     |        |
| 5    | Odra Wrocław                                                                         | 18    | 17     |        |
| 6    | (WMKS) Gwardia Wrocław                                                               | 18    | 15     |        |
| 7    | Barycz Milicz                                                                        | 18    | 15     |        |
| 8    | (TUR) Strzelinianka Strzelin                                                         | 18    | 13     |        |
| 9    | Burza Wrocław                                                                        | 18    | 11     |        |
| 10   | (TUR) Zawisza Lubin                                                                  | 18    | 7      |        |

#### Sezon 1946/1947 III Liga - Klasa B Żary - Żagań
| L.p. | III Liga - Klasa B Żary - Żagań grupa I | Mecze | Punkty | Bramki |
| ---- | --------------------------------------- | ----- | ------ | ------ |
| 1    | Bolesławia Bolesławiec                  | 4     |        |        |
| 2    | Hutnik Pieńsk                           | 4     |        |        |
| 3    | Len Nowa Sól                            | 4     |        |        |

| L.p. | III Liga - Klasa B Żary - Żagań grupa II | Mecze | Punkty | Bramki |
| ---- | ---------------------------------------- | ----- | ------ | ------ |
| 1    | Odra Nowa Sól                            | 4     |        |        |
| 2    | Browar Lwówek Śląski                     | 4     |        |        |
| 3    | MKS Zgorzecec                            | 4     |        |        |

#### Sezon 1946/1947 IV Liga - Klasa C Poznań
| L.p. | IV Liga - Klasa C Poznań | Mecze | Punkty | Bramki |
| ---- | ------------------------ | ----- | ------ | ------ |
| 1    | Polonia Międzychód       | 8     | 11     | 18-8   |
| 2    | Orzeł Międzyrzecz        | 8     | 9      | 16-12  |
| 3    | KS Witnica               | 8     | 8      | 13-14  |
| 4    | Tęcza Międzychód         | 8     | 7      | 14-17  |
| 5    | Pniewski KS              | 8     | 5      | 8-18   |

### Sezon 1947/1948

#### Sezon 1947/1948 Klasa A - Mistrzostwa Okręgu Wrocławskiego (II Poziom Rozgrywkowy)
| L.p. | 1947/1948 Klasa A - Mistrzostwa Okręgu Wrocławskiego grupa III (II Poziom Rozgrywkowy) | Mecze | Punkty | Bramki |
| ---- | -------------------------------------------------------------------------------------- | ----- | ------ | ------ |
| 1    | Pafawag Wrocław                                                                        | 12    | 15     |        |
| 2    | CPN Gaz Wrocław                                                                        | 12    | 15     |        |
| 3    | Len Wałbrzych                                                                          | 12    | 14     |        |
| 4    | (Julia Biały Kamień) Zagłębie Wałbrzych                                                | 12    | 13     |        |
| 5    | (TUR) Strzelinianka Strzelin                                                           | 12    | 13     |        |
| 6    | (TUR) Orzeł Ząbkowice Śląskie                                                          | 12    | 11     |        |
| 7    | Odra Nowa Sól                                                                          | 12    | 3      |        |

| L.p. | 1947/1948 Klasa A - Mistrzostwa Okręgu Wrocławskiego grupa IV (II Poziom Rozgrywkowy) | Mecze | Punkty | Bramki |
| ---- | ------------------------------------------------------------------------------------- | ----- | ------ | ------ |
| 1    | (TUR) Polonia Jelenia Góra                                                            | 12    | 18     |        |
| 2    | (IKS) Ślęża Wrocław                                                                   | 12    | 17     |        |
| 3    | Dziewiarz Legnica                                                                     | 12    | 12     |        |
| 4    | (Unia) Zjednoczeni Żarów                                                              | 12    | 11     |        |
| 5    | (Pionier) Śląsk Wrocław                                                               | 12    | 10     |        |
| 6    | Promień Żary                                                                          | 12    | 9      |        |
| 7    | TUR Wałbrzych                                                                         | 12    | 7      |        |

#### Sezon 1947/1948 III Liga - Klasa B Żary
| L.p. | III Liga - Klasa B Żary | Mecze | Punkty | Bramki |
| ---- | ----------------------- | ----- | ------ | ------ |
| 1    | Bolesławia Bolesławiec  | 10    |        |        |
| 2    | Kożuchowianka Kożuchów  | 10    |        |        |
| 3    | Len Nowa Sól            | 10    |        |        |
| 4    | Odlew Nowa Sól          | 10    |        |        |
| 5    | (KS) Sława Śląska       | 10    |        |        |
| 6    | Kolejarz Żagań          | 10    |        |        |

#### Sezon 1947/1948 IV Liga - Klasa C
| L.p. | IV Liga - Klasa C Żary     | Mecze | Punkty | Bramki |
| ---- | -------------------------- | ----- | ------ | ------ |
| 1    | Chrobry Żary               | 12    |        |        |
| 2    | Żydowski KS Żary           | 12    |        |        |
| 3    | RKS Stocznia Głogów        | 12    |        |        |
| 4    | KS Tor Szprotawa           | 12    |        |        |
| 5    | KS Energia Głogów          | 12    |        |        |
| 6    | Związkowiec Kunice Żarskie | 12    |        |        |
| 7    | CKS Głogów                 | 12    |        |        |

| L.p. | IV Liga - Klasa C Poznań | Mecze | Punkty | Bramki |
| ---- | ------------------------ | ----- | ------ | ------ |
| 1    | Orzeł Międzyrzecz        | 8     | 10     | 20-12  |
| 2    | Tęcza Międzychód         | 8     | 9      | 17-12  |
| 3    | KS Witnica               | 8     | 8      | 15-19  |
| 4    | LKS Drezdenko            | 8     | 6      | 13-22  |
| 5    | Pniewski KS              | 8     | 5      | 13-19  |

### Sezon 1948/1949

#### Sezon 1948/1949 III Liga - Klasa A Poznań grupa I
| L.p. | III Liga - Klasa A Poznań grupa I    | Mecze | Punkty | Bramki |
| ---- | ------------------------------------ | ----- | ------ | ------ |
| 1    | (Kolejarz) Polonia Leszno            | 18    | 29     | 75-29  |
| 2    | Dąb Poznań                           | 18    | 28     | 55-26  |
| 3    | Warta II Poznań                      | 18    | 25     | 57-36  |
| 4    | (Kolejarz) Warta Gorzów Wielkopolski | 18    | 17     | 37-35  |
| 5    | Polonia Chodzież                     | 18    | 17     | 45-46  |
| 6    | Admira Poznań                        | 18    | 16     | 39-40  |
| 7    | Kolejarz Rawicz                      | 18    | 16     | 38-40  |
| 8    | Polonia Poznań                       | 18    | 16     | 29-50  |
| 9    | Zjednoczeni Poznań                   | 18    | 10     | 28-63  |
| 10   | Energetyka Zielona Góra              | 18    | 6      | 27-65  |

#### Sezon 1948/1949 IV Liga - Klasa B Poznań grupa IV
| L.p. | IV Liga - Klasa B Poznań grupa V        | Mecze | Punkty | Bramki |
| ---- | --------------------------------------- | ----- | ------ | ------ |
| 1    | HKS Czarni Szamotuły                    | 12    |        |        |
| 2    | Huragan II Pobiedziska                  | 12    |        |        |
| 3    | Tęcza II Międzychód                     | 12    |        |        |
| 4    | Posnania Poznań                         | 12    |        |        |
| 5    | (Kolejarz) Warta II Gorzów Wielkopolski | 12    |        |        |
| 6    | Czarni Poznań                           | 12    |        |        |
| 7    | Szamotulski KS II Szamotuły             | 12    |        |        |

| L.p. | IV Liga - Klasa B Poznań grupa VII | Mecze | Punkty | Bramki |
| ---- | ---------------------------------- | ----- | ------ | ------ |
| 1    | Dyskobolia Grodzisk Wielkopolski   | 14    |        |        |
| 2    | Wagmo Zielona Góra                 | 14    |        |        |
| 3    | Grom Wolsztyn                      | 14    |        |        |
| 4    | Zieloni Zielona Góra               | 14    |        |        |
| 5    | Polonia Nowy Tomyśl                | 14    |        |        |
| 6    | (Sulechowianka) Lech Sulechów      | 14    |        |        |
| 7    | Pionier Gubin                      | 14    |        |        |
| 8    | Energetyka II Zielona Góra         | 14    |        |        |

| L.p. | IV Liga - Klasa B Poznań grupa IV | Mecze | Punkty | Bramki |
| ---- | --------------------------------- | ----- | ------ | ------ |
| 1    | (Stal) Lechia Zielona Góra        | 6     | 8      | 10-0   |
| 2    | Mosiński KS                       | 6     | 6      | 12-6   |
| 3    | Grom Wolsztyn                     | 6     | 2      | 8-17   |
| 4    | Blask Starołęka Poznań            | 6     | 2      | 6-13   |

### Sezon 1949/1950

#### Sezon 1949/1950 III Liga - Klasa A Wrocław grupa I
| \| L.p. \| III Liga - Klasa A Wrocław grupa I \| Mecze \| Punkty \| Bramki \| \| ---- \| ---------------------------------- \| ----- \| ------ \| ------ \| \| 1 \| Górnik Wałbrzych \| 18 \| 37 \| \| \| 2 \| (Związkowiec) Polonia Jelenia Góra \| 18 \| 27 \| \| \| 3 \| (Związkowiec) Łużyce Lubańa \| 18 \| 24 \| \| \| 4 \| Górnik Podgórze \| 18 \| \| \| \| 5 \| (Gwardia) Olimpia Kamienna Góra \| 18 \| \| \| \| 6 \| (Włókniarz) Dziewiarz Legnica \| 18 \| \| \| \| 7 \| (Kolejarz) Odra Wrocław \| 18 \| \| \| \| 8 \| Spójnia Bielawa \| 18 \| \| \| \| 9 \| (Związkowiec) CPN Gaz Wrocław \| 18 \| \| \| \| 10 \| Legia Promień Żary \| 18 \| \| \| - Legia Promień Żary został przeniesiony po sezonie do Klasy A Mistrzostwa 1 Klasy Wojewódzkiej Zielona Góra. |                                    |       |        |        |
| L.p. | III Liga - Klasa A Wrocław grupa I | Mecze | Punkty | Bramki |
| 1 | Górnik Wałbrzych                   | 18    | 37     |        |
| 2 | (Związkowiec) Polonia Jelenia Góra | 18    | 27     |        |
| 3 | (Związkowiec) Łużyce Lubańa        | 18    | 24     |        |
| 4 | Górnik Podgórze                    | 18    |        |        |
| 5 | (Gwardia) Olimpia Kamienna Góra    | 18    |        |        |
| 6 | (Włókniarz) Dziewiarz Legnica      | 18    |        |        |
| 7 | (Kolejarz) Odra Wrocław            | 18    |        |        |
| 8 | Spójnia Bielawa                    | 18    |        |        |
| 9 | (Związkowiec) CPN Gaz Wrocław      | 18    |        |        |
| 10 | Legia Promień Żary                 | 18    |        |        |

#### Sezon 1949/1950 III Liga - Klasa A Poznań grupa II
| \| L.p. \| III Liga - Klasa A Poznań grupa II \| Mecze \| Punkty \| Bramki \| \| ---- \| ---------------------------------- \| ----- \| ------ \| ------ \| \| 1 \| Kolejarz Leszno \| 18 \| 31 \| 57-20 \| \| 2 \| Gwardia Luboń \| 18 \| 21 \| 40-27 \| \| 3 \| Ogniwo Poznań \| 18 \| 20 \| 44-29 \| \| 4 \| Polonia Poznań \| 18 \| 19 \| 37-38 \| \| 5 \| (Stal) Lechia Zielona Góra \| 18 \| 18 \| 39-34 \| \| 6 \| (Stal) Warta Poznań \| 18 \| 18 \| 31-34 \| \| 7 \| Kolejarz Jarocin \| 18 \| 16 \| 32-45 \| \| 8 \| Kolejarz Rawicz \| 18 \| 14 \| 26-37 \| \| 9 \| (Kolejarz) Warta Gorzów Wlkp. \| 18 \| 13 \| 38-35 \| \| 10 \| Kolejarz Gostyń \| 18 \| 9 \| 18-53 \| - Źródło: - Stal Zielona Góra i Kolejarz Gorzów Wielkopolski zostały przeniesione po sezonie do Klasy A Mistrzostwa 1 Klasy Wojewódzkiej Zielona Góra. |                                    |       |        |        |
| L.p. | III Liga - Klasa A Poznań grupa II | Mecze | Punkty | Bramki |
| 1 | Kolejarz Leszno                    | 18    | 31     | 57-20  |
| 2 | Gwardia Luboń                      | 18    | 21     | 40-27  |
| 3 | Ogniwo Poznań                      | 18    | 20     | 44-29  |
| 4 | Polonia Poznań                     | 18    | 19     | 37-38  |
| 5 | (Stal) Lechia Zielona Góra         | 18    | 18     | 39-34  |
| 6 | (Stal) Warta Poznań                | 18    | 18     | 31-34  |
| 7 | Kolejarz Jarocin                   | 18    | 16     | 32-45  |
| 8 | Kolejarz Rawicz                    | 18    | 14     | 26-37  |
| 9 | (Kolejarz) Warta Gorzów Wlkp.      | 18    | 13     | 38-35  |
| 10 | Kolejarz Gostyń                    | 18    | 9      | 18-53  |

#### Sezon 1949/1950 V Liga - Klasa C Poznań
| L.p. | V Liga - Klasa C Poznań                 | Mecze | Punkty | Bramki |
| ---- | --------------------------------------- | ----- | ------ | ------ |
| 1    | Gwardia Gorzów Wielkopolski             | 8     |        |        |
| 2    | SKS Witnica                             | 8     |        |        |
| 3    | (Kolejarz) Warta II Gorzów Wielkopolski | 8     |        |        |
| 4    | Chrobry Gorzów Wielkopolski             | 8     |        |        |
| 5    | Tartak Unia Sulęcin                     | 8     |        |        |

## Tabele w latach 1950–2000

### Sezon 1951

#### Sezon 1951 III Liga - Mistrzostwa 1 Klasy Wojewódzkiej
| \| L.p. \| III Liga - Klasa A Zielona Góra - Mistrzostwa 1 Klasy Wojewódzkiej \| Mecze \| Punkty \| Bramki \| \| ---- \| ------------------------------------------------------------------ \| ----- \| ------ \| ------ \| \| 1 \| (Stal) Lechia Zielona Góra \| 16 \| 25 \| 51-20 \| \| 2 \| (Stal) Dozamet Nowa Sól \| 16 \| 20 \| 50-27 \| \| 3 \| (Kolejarz) Warta Gorzów Wielkopolski \| 16 \| 20 \| 40-25 \| \| 4 \| (Spójnia) Promień Żary \| 16 \| 20 \| 49-31 \| \| 5 \| (Spójnia) Sparta Świebodzin \| 16 \| 15 \| 30-41 \| \| 6 \| (Ogniwo) Lech Sulechów \| 16 \| 14 \| 24-32 \| \| 7 \| (Włókniarz) Len Nowa Sól \| 16 \| 12 \| 24-33 \| \| 8 \| Spójnia Zielona Góra \| 16 \| 11 \| 26-47 \| \| 9 \| (Kolejarz) Syrena Zbąszynek \| 16 \| 7 \| 21-59 \| - Pierwotnie z ligi miały spaść zespoły z miejsc 7-9. Lecz Klasa Wojewódzka został powiększona w przyszłym sezonie do czterech grup, dzięki temu z ligi nikt nie spadł. |                                                                    |       |        |        |
| L.p. | III Liga - Klasa A Zielona Góra - Mistrzostwa 1 Klasy Wojewódzkiej | Mecze | Punkty | Bramki |
| 1 | (Stal) Lechia Zielona Góra                                         | 16    | 25     | 51-20  |
| 2 | (Stal) Dozamet Nowa Sól                                            | 16    | 20     | 50-27  |
| 3 | (Kolejarz) Warta Gorzów Wielkopolski                               | 16    | 20     | 40-25  |
| 4 | (Spójnia) Promień Żary                                             | 16    | 20     | 49-31  |
| 5 | (Spójnia) Sparta Świebodzin                                        | 16    | 15     | 30-41  |
| 6 | (Ogniwo) Lech Sulechów                                             | 16    | 14     | 24-32  |
| 7 | (Włókniarz) Len Nowa Sól                                           | 16    | 12     | 24-33  |
| 8 | Spójnia Zielona Góra                                               | 16    | 11     | 26-47  |
| 9 | (Kolejarz) Syrena Zbąszynek                                        | 16    | 7      | 21-59  |

#### Sezon 1951 IV Liga - Mistrzostwa 2 Klasy Wojewódzkiej
| L.p. | IV Liga - Klasa B Zielona Góra grupa I - Mistrzostwa 2 Klasy Wojewódzkiej | Mecze | Punkty | Bramki |
| ---- | ------------------------------------------------------------------------- | ----- | ------ | ------ |
| 1    | (Unia) Piast Iłowa                                                        | 10    |        |        |
| 2    | (Górnik) Unia Kunice                                                      | 10    |        |        |
| 3    | Budowlani Lubsko                                                          | 10    |        |        |
| 4    | (Unia) Iskra Wymiarki                                                     | 10    |        |        |
| 5    | Promień II Żary                                                           | 10    |        |        |
| 6    | Górnik Nowe Czaple                                                        | 10    |        |        |

| L.p. | IV Liga - Klasa B Zielona Góra grupa II - Mistrzostwa 2 Klasy Wojewódzkiej | Mecze | Punkty | Bramki |
| ---- | -------------------------------------------------------------------------- | ----- | ------ | ------ |
| 1    | Ogniwo Zielona Góra                                                        | 12    |        |        |
| 2    | (Włókniarz) Wełna Zielona Góra                                             | 12    |        |        |
| 3    | (Stal) Dozamet II Nowa Sól                                                 | 12    |        |        |
| 4    | Unia Głogów                                                                | 12    |        |        |
| 5    | (Włókniarz) Len II Nowa Sól                                                | 12    |        |        |
| 6    | Legia Kożuchów                                                             | 12    |        |        |
| 7    | (Spójnia) Zieloni II Zielona Góra                                          | 12    |        |        |

| L.p. | IV Liga - Klasa B Zielona Góra grupa III - Mistrzostwa 2 Klasy Wojewódzkiej | Mecze | Punkty | Bramki |
| ---- | --------------------------------------------------------------------------- | ----- | ------ | ------ |
| 1    | (Gwardia) Odra Krosno Odrzańskie                                            | 10    |        |        |
| 2    | (Stal) Lechia II Zielona Góra                                               | 10    |        |        |
| 3    | (LZS) Klon Babimost                                                         | 10    |        |        |
| 4    | (Ogniwo) Lech II Sulechów                                                   | 10    |        |        |
| 5    | (LZS) Polonia Nowe Kramsko                                                  | 10    |        |        |
| 6    | (Kolejarz) Syrena II Zbąszynek                                              | 10    |        |        |

| L.p. | IV Liga - Klasa B Zielona Góra grupa IV - Mistrzostwa 2 Klasy Wojewódzkiej | Mecze | Punkty | Bramki |
| ---- | -------------------------------------------------------------------------- | ----- | ------ | ------ |
| 1    | (Spójnia) Orzeł Międzyrzecz                                                | 10    |        |        |
| 2    | (Gwardia) Łucznik Strzelce Krajeńskie                                      | 10    |        |        |
| 3    | Gwardia Gorzów Wielkopolski                                                | 10    |        |        |
| 4    | (Kolejarz) Warta II Gorzów Wielkopolski                                    | 10    |        |        |
| 5    | (Spójnia) Sparta II Świebodzin                                             | 10    |        |        |
| 6    | Gwardia Sulęcin                                                            | 10    |        |        |

#### Sezon 1951 V Liga - Mistrzostwa 3 Klasy Wojewódzkiej
| L.p. | V Liga - Klasa C Zielona Góra grupa I - Mistrzostwa 3 Klasy Wojewódzkiej | Mecze | Punkty | Bramki |
| ---- | ------------------------------------------------------------------------ | ----- | ------ | ------ |
| 1    | (Gwardia) Carina Gubin                                                   |       |        |        |
| 2    | Włókniarz Żary                                                           |       |        |        |
| 3    | Włókniarz Żagań                                                          |       |        |        |
| 4    | Włókniarz Lubsko                                                         |       |        |        |
| 5    | Budowlani Gozdnica                                                       |       |        |        |
| 6    | Stal Szprotawa                                                           |       |        |        |
| 7    | Budowlani II Lubsko                                                      |       |        |        |

| L.p. | V Liga - Klasa C Zielona Góra grupa II - Mistrzostwa 3 Klasy Wojewódzkiej | Mecze | Punkty | Bramki |
| ---- | ------------------------------------------------------------------------- | ----- | ------ | ------ |
| 1    | (Gwardia) Chrobry Głogów                                                  |       |        |        |
| 2    | (Ogniwo) Pogoń Wschowa                                                    |       |        |        |
| 3    | (LZS) Jedność Podmokle                                                    |       |        |        |
| 4    | (Gwardia) Cargovia Kargowa                                                |       |        |        |
| 5    | Ogniwo II Zielona Góra                                                    |       |        |        |
| 6    | (LZS) Polonia II Nowe Kramsko                                             |       |        |        |
| 7    | (LZS) Huragan Bojadłao                                                    |       |        |        |
| 8    | Unia II Głogów                                                            |       |        |        |

| L.p. | V Liga - Klasa C Zielona Góra grupa III - Mistrzostwa 3 Klasy Wojewódzkiej | Mecze | Punkty | Bramki |
| ---- | -------------------------------------------------------------------------- | ----- | ------ | ------ |
| 1    | (Unia) Czarni Witnica                                                      |       |        |        |
| 2    | Stal Gorzów Wielkopolski                                                   |       |        |        |
| 3    | (Gwardia) Polonia Słubice                                                  |       |        |        |
| 4    | (Ogniwo) Spójnia Ośno Lubuskie                                             |       |        |        |
| 5    | Budowlani Murzynowo                                                        |       |        |        |
| 6    | (Włókniarz) Stilon Gorzów Wielkopolski                                     |       |        |        |

### Sezon 1952

#### Sezon 1952 II Liga
| \| L.p. \| II Liga - Grupa C Katowice-Wrocław-Opole-Sosnowiec \| Mecze \| Punkty \| Bramki \| \| ---- \| -------------------------------------------------- \| ----- \| ------ \| ------ \| \| 1 \| (Budowlani) Odra Opole \| 18 \| 26 \| 51-22 \| \| 2 \| Górnik Wałbrzych \| 18 \| 25 \| 43-25 \| \| 3 \| (Stal) Zagłębie Sosnowiec \| 18 \| 23 \| 33-33 \| \| 4 \| (Górnik) Szombierki Bytom \| 18 \| 22 \| 38-24 \| \| 5 \| (Górnik) Ruch Radzionków \| 18 \| 20 \| 40-25 \| \| 6 \| Górnik Zabrze \| 18 \| 19 \| 27-17 \| \| 7 \| (Górnik) Concordia Knurów \| 18 \| 16 \| 29-28 \| \| 8 \| (Stal) Naprzód Lipiny \| 18 \| 12 \| 16-33 \| \| 9 \| (Stal) Pafawag Wrocław \| 18 \| 9 \| 24-54 \| \| 10 \| (Stal) Lechia Zielona Góra \| 18 \| 8 \| 18-58 \| - Budowlani Opole rozegrali baraż o I ligę z mistrzem II ligi grupy D : Budowlani Opole - Włókniarz (Garbarnia) Kraków wyniki: 3:2, 1:1 |                                                    |       |        |        |
| L.p. | II Liga - Grupa C Katowice-Wrocław-Opole-Sosnowiec | Mecze | Punkty | Bramki |
| 1 | (Budowlani) Odra Opole                             | 18    | 26     | 51-22  |
| 2 | Górnik Wałbrzych                                   | 18    | 25     | 43-25  |
| 3 | (Stal) Zagłębie Sosnowiec                          | 18    | 23     | 33-33  |
| 4 | (Górnik) Szombierki Bytom                          | 18    | 22     | 38-24  |
| 5 | (Górnik) Ruch Radzionków                           | 18    | 20     | 40-25  |
| 6 | Górnik Zabrze                                      | 18    | 19     | 27-17  |
| 7 | (Górnik) Concordia Knurów                          | 18    | 16     | 29-28  |
| 8 | (Stal) Naprzód Lipiny                              | 18    | 12     | 16-33  |
| 9 | (Stal) Pafawag Wrocław                             | 18    | 9      | 24-54  |
| 10 | (Stal) Lechia Zielona Góra                         | 18    | 8      | 18-58  |

#### Sezon 1952 III Liga - Mistrzostwa 1 Klasy Wojewódzkiej
| L.p. | III Liga - Klasa A Zielona Góra Grupa I - Mistrzostwa 1 Klasy Wojewódzkiej | Mecze | Punkty | Bramki |
| ---- | -------------------------------------------------------------------------- | ----- | ------ | ------ |
| 1    | (Kolejarz) Warta Gorzów Wielkopolski                                       | 12    | 22     | 58-11  |
| 2    | Gwardia Gorzów Wielkopolski                                                | 12    | 20     | 52-20  |
| 3    | (Włókniarz) Stilon Gorzów Wielkopolski                                     | 12    | 13     | 31-29  |
| 4    | (Spójnia) Orzeł Międzyrzecz                                                | 12    | 9      | 33-36  |
| 5    | (Unia) Czarni Witnica                                                      | 12    | 9      | 22-57  |
| 6    | Stal Gorzów Wielkopolski                                                   | 12    | 6      | 20-48  |
| 7    | (Gwardia) Łucznik Strzelce Kajeńskie                                       | 12    | 6      | 18-53  |

| L.p. | III Liga - Klasa A Zielona Góra Grupa II - Mistrzostwa 1 Klasy Wojewódzkiej | Mecze | Punkty | Bramki |
| ---- | --------------------------------------------------------------------------- | ----- | ------ | ------ |
| 1    | (Spójnia) Sparta Świebodzin                                                 | 12    | 18     | 36-18  |
| 2    | (Ogniwo) Lech Sulechów                                                      | 12    | 18     | 34-17  |
| 3    | (Kolejarz) Syrena Zbąszynek                                                 | 12    | 13     | 23-28  |
| 4    | Ogniwo Zielona Góra                                                         | 12    | 12     | 21-20  |
| 5    | (LZS) Klon Babimost                                                         | 12    | 10     | 27-26  |
| 6    | (Stal) Lechia II Zielona Góra                                               | 12    | 7      | 19-32  |
| 7    | (Włókniarz) Len Nowa Sól                                                    | 12    | 6      | 11-30  |

| L.p. | III Liga - Klasa A Zielona Góra Grupa III - Mistrzostwa 1 Klasy Wojewódzkiej | Mecze | Punkty | Bramki |
| ---- | ---------------------------------------------------------------------------- | ----- | ------ | ------ |
| 1    | (Stal) Arka Nowa Sól                                                         | 12    |        |        |
| 2    | (Spójnia) Carina Gubin                                                       | 12    |        |        |
| 3    | Spójnia Zielona Góra                                                         | 12    |        |        |
| 4    | Gwardia Zielona Góra                                                         | 12    | 11     | 40-29  |
| 5    | Budowlani Lubsko                                                             | 12    | 9      | 28-35  |
| 6    | (Górnik) Unia Kunice                                                         | 12    | 5      | 18-60  |
| 7    | (Włókniarz) Wełna Zielona Góra                                               | 12    | 3      | 22-63  |

| L.p. | III Liga - Klasa A Zielona Góra Grupa IV - Mistrzostwa 1 Klasy Wojewódzkiej | Mecze | Punkty | Bramki |
| ---- | --------------------------------------------------------------------------- | ----- | ------ | ------ |
| 1    | (Spójnia) Promień Żary                                                      | 12    | 21     | 89-18  |
| 2    | (Gwardia) Odra Krosno Odrzańskie                                            | 12    | 19     | 84-17  |
| 3    | (Unia) Piast Iłowa                                                          | 12    | 16     | 47-29  |
| 4    | Włókniarz Żary                                                              | 12    | 12     | 39-46  |
| 5    | (Stal) Sprotavia Szprotawa                                                  | 12    | 8      | 24-38  |
| 6    | Ogniwo Żary                                                                 | 12    | 6      | 11-55  |
| 7    | Gwardia Szprotawa                                                           | 12    | 2      | 4-95   |

### Sezon 1953

#### Sezon 1953 III Liga - Międzywojewódzka
| L.p. | III Liga Międzywojewódzka Poznań-Szczecin- Zielona Góra | Mecze | Punkty | Bramki |
| ---- | ------------------------------------------------------- | ----- | ------ | ------ |
| 1    | (Gwardia) Calisia Kalisz                                | 22    | 35     | 84-24  |
| 2    | (Gwardia) Arkonia Szczecin                              | 22    | 34     | 65-21  |
| 3    | (Stal) Warta Poznań                                     | 22    | 30     | 45-24  |
| 4    | Budowlani Poznań                                        | 22    | 30     | 45-30  |
| 5    | (Kolejarz) Pogoń Szczecin                               | 22    | 26     | 54-34  |
| 6    | (Spójnia) Stella Gniezno                                | 22    | 22     | 49-46  |
| 7    | (Spójnia) Promień Żary                                  | 22    | 19     | 36-57  |
| 8    | (Stal) Lechia Zielona Góra                              | 22    | 17     | 53-55  |
| 9    | (Kolejarz) Warta Gorzów Wielkopolski                    | 22    | 17     | 40-53  |
| 10   | (Gwardia) Olimpia Poznań                                | 22    | 15     | 32-50  |
| 11   | (Surma) Ogniwo Poznań                                   | 22    | 10     | 37-73  |
| 12   | (Kolejarz) Ina Goleniów                                 | 22    | 7      | 23-74  |

#### Sezon 1953 Klasa A (Czwarty poziom rozgrywkowy)
| L.p. | Klasa A Zielona Góra              | Mecze | Punkty | Bramki |
| ---- | --------------------------------- | ----- | ------ | ------ |
| 1    | (Stal) Arka Nowa Sól              | 22    | 39     | 111-34 |
| 2    | (Unia) Stilon Gorzów Wielkopolski | 22    | 37     | 68-20  |
| 3    | (GWKS) Czarni Żagań               | 22    | 33     | 75-35  |
| 4    | (Gwardia) Odra Krosno Odrzańskie  | 22    | 24     | 60-54  |
| 5    | (Spójnia) Sparta Świebodzin       | 22    | 24     | 47-46  |
| 6    | (Kolejarz) Syrena Zbąszynek       | 22    | 23     | 52-59  |
| 7    | Gwardia Gorzów Wielkopolski       | 22    | 18     | 58-75  |
| 8    | (Ogniwo) Lech Sulechów            | 22    | 17     | 43-53  |
| 9    | LZS Babimost                      | 22    | 16     | 47-74  |
| 10   | (Unia) Piast Iłowa                | 22    | 15     | 43-69  |
| 11   | Gwardia Zielona Góra              | 22    | 11     | 36-71  |
| 12   | (Spójnia) Carina Gubin            | 22    | 7      | 24:74  |

| L.p. | Tabela baraży grupa Poznań-Zielona Góra-Szczecin | Mecze | Punkty | Bramki |
| ---- | ------------------------------------------------ | ----- | ------ | ------ |
| 1    | Kolejarz Kępno                                   | 6     | 10     | 10-4   |
| 2    | (Unia) Stilon Gorzów Wielkopolski                | 6     | 10     | 17-5   |
| 3    | (Stal) Arka Nowa Sól                             | 6     | 2      | 7-15   |
| 3    | (Kolejarz) Błękitni Stargard Szczeciński         | 6     | 2      | 5-17   |

#### Sezon 1953 Klasa B (Piąty poziom rozgrywkowy)
|}